# Rafael Cobos

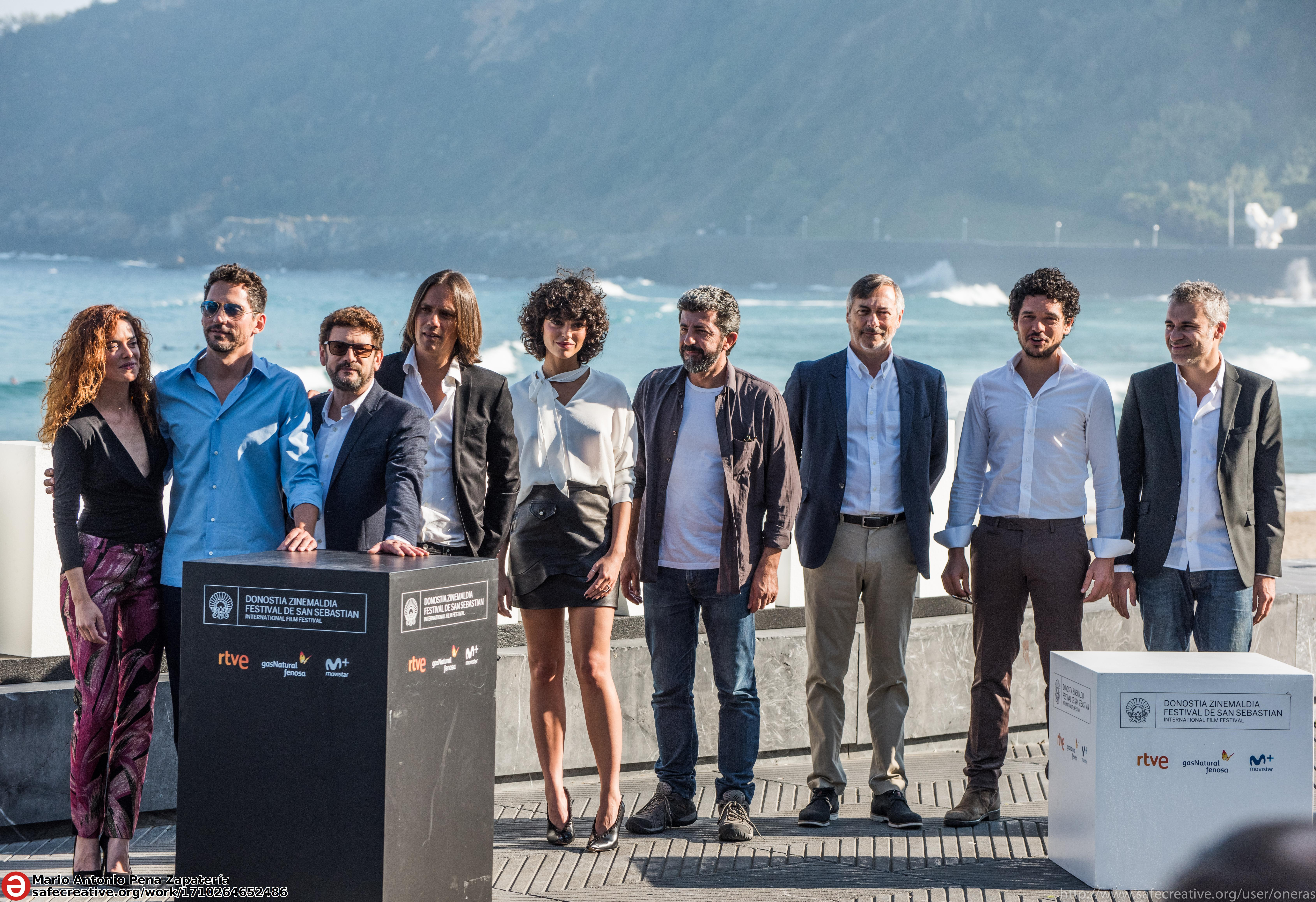
Rafael Cobos con el equipo de La peste en el festival de Cine de San Sebastián de 2017.

Rafael Cobos (Sevilla, 1973) es un guionista de cine y televisión y escritor español, galardonado con dos premios Goya.

## Biografía
Rafael Cobos López realizó estudios de Medicina y Derecho antes de iniciar Comunicación Audiovisual en la Universidad de Sevilla. Es principalmente conocido por sus guiones para cine y especialmente fructífera ha sido su colaboración con el director Alberto Rodríguez, con el que ya coincidió en la Universidad, y con quien ha coescrito los guiones de casi todas sus películas y junto al que ha ganado dos premios Goya en 2015 por La isla mínima y por El hombre de las mil caras (2017).
Cobos ha sido uno de los creadores y guionistas de la serie de televisión La peste, estrenada en 2018 y que fue bien recibida por la crítica. 
En televisión ha participado también en los guiones de El perímetro, 37 metros, Sokoa, Cervantes, la semilla de la inmortalidad y Las ejecutivas.

### Teatro
Ha escrito más de una docena de textos teatrales que se han representado en España. Algunos de sus textos se han publicado, como Ojos, por la editorial Ñaque, Ahora que ya no importa, por la Universidad de Sevilla y Probablemente mañana.
Ha impartido talleres de guion en la Universidad de Sevilla y en algunas escuelas de cine.

## Películas
| Año  | Película                   | Director          |
| ---- | -------------------------- | ----------------- |
| 2005 | 7 vírgenes                 | Alberto Rodríguez |
| 2009 | After                      | Alberto Rodríguez |
| 2012 | Grupo 7                    | Alberto Rodríguez |
| 2012 | Ali                        | Paco R. Baños     |
| 2013 | El amor no es lo que era   | Gabriel Ochoa     |
| 2014 | La isla mínima             | Alberto Rodríguez |
| 2016 | Toro                       | Kike Maíllo       |
| 2016 | El hombre de las mil caras | Alberto Rodríguez |
| 2022 | Modelo 77                  | Alberto Rodríguez |

## Premios y distinciones
Premios Goya
| Año  | Categoría            | Película                   | Resultado |
| ---- | -------------------- | -------------------------- | --------- |
| 2005 | Mejor guion original | 7 vírgenes                 | Nominado  |
| 2009 | Mejor guion original | After                      | Nominado  |
| 2012 | Mejor guion original | Grupo 7                    | Nominado  |
| 2014 | Mejor guion original | La isla mínima             | Ganador   |
| 2016 | Mejor guion adaptado | El hombre de las mil caras | Ganador   |

Medallas del Círculo de Escritores Cinematográficos
| Año  | Categoría            | Película                   | Resultado |
| ---- | -------------------- | -------------------------- | --------- |
| 2012 | Mejor guion original | Grupo 7                    | Nominado  |
| 2014 | Mejor guion original | La isla mínima             | Ganador   |
| 2016 | Mejor guion adaptado | El hombre de las mil caras | Ganador   |
| 2022 | Mejor guion original | Modelo 77                  | Nominado  |

Otros
- Premio Asecan del Cine Andaluz